# Un weekend da bamboccioni
Un weekend da bamboccioni (Grown Ups) è un film del 2010 diretto da Dennis Dugan. Tra gli interpreti principali figurano Adam Sandler (produttore e co-sceneggiatore del film), Kevin James, Chris Rock, Salma Hayek, David Spade e Rob Schneider.
Il film è uscito negli Stati Uniti il 25 giugno 2010, mentre in Italia è stato distribuito nelle sale il 1º ottobre dello stesso anno.

## Trama
Nel 1978, cinque amici giocano e vincono un torneo di basket per ragazzi. La sera stessa il loro coach brinda in una casa sul lago e li incita a giocare una partita così anche nella loro vita reale.
Tempo dopo, Leonard "Lenny Hollywood" Feder, è un agente televisivo che vive in una fantastica villa, in attesa di partire per un viaggio a Milano, in Italia. Sposato con Roxanne Chase, ha tre fantastici bambini: Greg, Keithie e Becky (inoltre ha anche una domestica che vive con loro e che in tutto il film farà credere agli amici di essere una studentessa e che deve studiare per un esame). Lo stesso giorno Lenny ha una brutta notizia: il suo allenatore di basket è morto. Così come Lenny anche Kurt McKenzie, Erik Lamonsoff, Robert "Rob" Hilliard e Marcus Higgins, (i quattro amici che con Lenny giocavano nella squadra che ha vinto il torneo del 1978) hanno la brutta notizia del coach.
I cinque si incontrano tutti insieme proprio fuori dalla chiesa dove si tiene il funerale e fanno conoscenza delle rispettive famiglie; terminato il funerale capiscono di avere un ultimo compito da svolgere, ovvero spargere le ceneri del loro coach su un lago.
I cinque amici affittano, con le rispettive famiglie, una casa sul lago per la notte del 4 luglio, la stessa casa dove il coach brindò per la vittoria degli amici. Con il passare del tempo, i cinque ritrovano lì il piacere di frequentarsi e iniziano a fare le cose più stupide che facevano da ragazzi, come scagliare una freccia sul piede di Rob e molto altro ancora. Roxanne, a cui inizialmente interessava solamente andare a sfilare a Milano, rinuncia al luogo che tanto sognava per rimanere lì con loro. Frattanto anche i bambini iniziano a non guardare più il telefono e la TV ed a giocare "normalmente".
Un giorno, quando decidono di andare ad un acquapark, i cinque protagonisti incontrano una banda rivale di vecchi amici, il cui capo insinua che la vittoria che Lenny, Marcus, Kurt, Rob ed Erik hanno vinto nel '78 non valeva. Li sfida pertanto ad una nuova gara di basket che terminerà solamente con Lenny e il capo rivale con i rispettivi figli. Lenny decide di perdere apposta per lasciar vincere il capo della banda rivale.
Il film termina con tutto il cast completo che si trova sulla spiaggia. Accidentalmente Marcus lancia una freccia e tutti iniziano a correre. La freccia colpisce infine il piede di uno dei membri della banda rivale rimasto con il corpo ingessato a seguito di un brutto incidente all'acquapark.

## Produzione
Le riprese sono iniziate il 18 maggio 2009 a Southborough, Massachusetts, ma la maggior parte delle riprese è stato fatto a Chebacco Lake nell'Essex, Massachusetts e nel "Wizz acqua" a Wareham, così come alcune scene girate a Marblehead.

## Sequel
Nel 2013 è uscito il sequel del film, intitolato Un weekend da bamboccioni 2, diretto nuovamente da Dennis Dugan.

## Accoglienza

### Botteghino
Un weekend da bamboccioni ha incassato $162 milioni negli Stati Uniti, mentre nel resto del mondo $ 109,4 milioni, totalizzando complessivamente $ 271,4 milioni di fronte ai costi di produzione (80 milioni). Inoltre il film ha sorpassato "Cambia la tua vita con un click" dello stesso Adam Sandler, diventando il film con il maggior successo in tutto il mondo di Sandler. Entusiasta del guadagno, Adam Sandler decise di regalare delle auto sportive Maserati ai quattro protagonisti del film.

### Critica
Sul sito web aggregatore di recensioni Rotten Tomatoes, il film ha ottenuto un punteggio medio di 3,3/10 e una percentuale di approvazione del 10%, basata su 165 recensioni.
Mentre sul sito Metacritic, che usa una media ponderata, ha assegnato alla serie un punteggio medio di 30 su 100, basandosi su 32 critici, indicandone che le "recensioni sono generalmente sfavorevoli".
Il film è stato candidato ai Razzie Awards 2010 nella sezione Peggior attore non protagonista per Rob Schneider, senza però vincerlo.

## Riconoscimenti
- MTV Movie Awards 2011: miglior battuta